# Кучкове поле
55°45′54″ пн. ш. 37°37′49″ сх. д. / 55.765134° пн. ш. 37.630298° сх. д.
Кучкове поле або Кучково поле (рос. Кучково поле) — історична місцевість на півночі центральної частини міста Москви, між сучасними Луб'янською площею та Стрітенськими воротами (за іншою версією, між Стрітенськими воротами та Чистими ставками).
У 1397 на Кучковому полі збудовано Стрітенський монастир. У XII—XV ст. через Кучкове поле проходила дорога на місто Володимир-на-Клязьмі. Пізніше дорога стала вулицею і отримала назву «Велика Луб'янка». Топонім «Кучкове поле» зникає з ужитку в XVI—XVII ст., коли на полі розпочалася міська забудова.

## Історичні згадки
Перша літописна згадка про місцевість належить до 1379 року, коли на Кучковому полі, за наказом князя Дмитра Донського, був страчений Іван Васильович Вельямінов, який претендував на спадкову для роду
Вельямінових посаду московського тисяцького:
| 6887 [року] ... місяця серпня в 30 день, вбитий був Іван Васильович Тисяцький, розтятий мечем на Кучковому полі біля міста Москви...[3] |
Другий запис про Кучкове поле у літописі є під 1394 роком, коли, як вважають, невдало копали рів до річки Москва:
| 6902 [року] ... восени почали в Москві рів копати, від Кучкового поля і до річки Москва, шириною в сажень, а глибиною в людський зріст, що спричинило багато збитків людям, бо рів копали впоперек дворів і багато хоромів понищили, а закінчилося це "ничтоже" [тобто, нічим] [4] |

## Походження назви

### Легенда про боярина Кучка
Назва поля пов'язується з ім'ям легендарного боярина Степана Івановича Кучки, який, начебто, володів у другій половині XII ст. землями біля майбутньої Москви.
Про самого боярина і його синів розповідає «Сказання про вбивство Данила Суздальського і про початок Москви», що було написане орієнтовно у XVII ст. і яке не вважається вченими історичним джерелом, а, радше, художньо-літературним твором, оскільки є міксом давньоримських і грецьких сюжетів, з деякими мотивами історії вбивства Андрія Боголюбського, яке сталося у 1174. При чому, події у творі розгортаються не у XII ст., а наприкінці XIII ст. і пов'язані з князем Данилом, сином Олександра Невського, і сам Данило у творі називається Суздальским, хоча, як відомо, його стіл був у Москві, а не Суздалі.

### Історичні дослідження
У берестяній грамоті № 723, що датується другою половиною XII ст., згадується поселення Кучков (або Кучкове), що, як вважається, могло бути ленним володінням легендарного боярина. За переказами, боярин проявив непокірність і був страчений князем Юрієм Довгоруким.
В Іпатіївському літописі Москва один раз згадується разом з поселенням Кучково, тому деякі російські дослідники переконані, що це назва села, яке було недалеко від міста. Так, російський історик і археолог кін. XIX — поч. XX ст. Іван Забєлін вважав, що на місці церкви Трійці, перша згадка про яку датується кінцем XV ст., колись був приходський храм села Кучково, а Кучкове поле він розташовував на північ від церкви. Однак, розкопки та археологічні дослідження кінця XX ст. показали, що перше людське поселення на тій території з'явилося не раніше XIII ст.
За іншою версією, що була запропонована наприкінці XX ст., Кучково — це просто інша назва Москви. Власне, подвійні назви населених пунктів у XII—XIII ст. не були чимось унікальним. Згідно цієї гіпотези, боярин Кучко не був страчений, а був першим намісником Юрія Довгорукого на прилеглих до майбутньої Москви територіях. Відповідно, походження назви пов'язано з часом його управління зазначеними землями.
Якщо боярин Кучко — це легендарна особа, то Кучковичі (ймовірно, його сини або інші родичі) — цілком історичні — Іпатіївський літопис називає їх учасниками заколоту і вбивства Андрія Боголюбського. Також це потверджує знайдене у 2015 році графіті на стіні Спасо-Преображенського собору у Переславль-Залєському.